# جورجو پسینا
جورجو پسینا (ایتالیایی: Giorgio Pessina؛ ۱۶ ژوئن ۱۹۰۲ – ۱۸ ژوئیهٔ ۱۹۷۷) شمشیرباز اهل ایتالیا بود.
وی در مسابقات کشوری و بین‌المللی در مجموع برندهٔ ۱ مدال طلا، ۱ مدال نقره شده‌است.